# Циришс
Ци́ришс (латыш. Cirišs) или Ци́риша (латыш. Ciriša ezers) — озеро в юго-восточной части Латвии, на территории Аглонской волости Прейльского края.

## Название
Официальное название — Циришс (латыш. Cirišs). Другие названия: Цириша, Циришу, Чириш, устар. Черешъ, Циришъ, Чериша, Черишъ.

## Описание
Дно песчаное, каменистое. Берега местами обрывистые. В ходе ирригационных работ в 1957—1958 годах уровень воды в озере был понижен на 0,3 метра. Через озеро протекает река Тартакс, на которой недалеко от озера построена Циришская ГЭС.
В озере обитает более 20 видов рыб.
Начиная с 1977 года озеро и его окрестности включены в состав природного парка, а острова Упурсала и Осу имеют статус охраняемых территорий ещё с 1931 года.
На юго-восточном берегу озера расположена Аглонская базилика.